# Волга (блок виведення)
Волга (14С46) — блок виведення, який використовується в поєднанні з ракетою Союз-2.1в.
Необхідність створення власного блоку виведення (БВ) обумовлено зростанням потреби світового ринку в запуску космічних апаратів малої маси на низькі колові орбіти. З точки зору ефективності необхідно було створити ракету-носіій легкого класу і невеликий розгінних блоків.
Верхні ступені РН «Союз-2» можуть реалізовувати тільки одноімпульсну схему «прямого» безперервного виведення КА на робочу орбіту, що не завжди задовольняє вимогам замовника. А при запуску корисного навантаження на кругові орбіти заввишки понад 250–300 км енергетичні можливості ракети-носія істотно погіршуються.

## Історія створення
Робота по створенню БВ «Волга» в Центрі «ЦСКБ-Прогрес» почалася ще в 2008 році за рахунок власних коштів підприємства. У 2010 році успішно пройшов захист ескізного проекту.
Принцип створення БВ «Волга», в основі якого лежить мінімізація витрат і термінів розробки.

## Конструкція
Блок виведення «Волга» має рухову установку 14Д520, що складається з коригуючо-гальмівного двигуна 17Д64 і 16-ти рідинних рульових двигунів малої тяги С5.142 (два комплекти по вісім штук).
Бортова апаратура блоку в основному запозичується з інших виробів підприємства з відповідною доробкою. Система керування рухом побудована з використанням бесплатформенної інерціальної системи з астрокорректором на базі приладів блоку вимірювача кутової швидкості, блоку визначення координат зірок і багатофункціонального програмованого контролера.
Як рухова установка на БВ «Волга» використовується об'єднана рухова установка, розроблена для космічних апаратів дистанційного зондування Землі.
Розробка БВ «Волга» з самого початку велася в системах Windchill і Pro/Engineer. Фактично блок став першим виробом Самарського космічного центру, вся структура якого закладена в систему Windchill. Тривимірне макетування в САПР Pro/Engineer дозволило на стадії проектування уникнути серйозних помилок в компонуванні бортової апаратури. При проведенні макетних випробувань зауважень до компонування виробу не виявлено.
Подібна схема розробки блоку вже виправдала себе, оскільки забезпечила вкрай короткий термін роботи над блоком.
Випробування БВ «Волга» будуть проходили в складі трьох експериментальних установок: для динамічних випробувань (ЕУ-800), термовакуумних випробувань (ЕУ-802) та статичних випробувань (ЕУ-814). З метою економії фінансових коштів всі випробування блоку проводяться на єдиній «матеріальній частині», при цьому чергові випробування проводитимуться після завершення попередніх з доопрацюванням при необхідності.
Створення блоку «Волга» є першим значимим проектом, який реалізується «ЦСКБ-Прогрес» в ініціативному порядку.
Вже визначене корисне навантаження для першого запуску нової РН, виготовлений адаптер для апаратів двох калібрувальних сфер СКРЛ-756, дослідного зразока АІСТ.

## Льотні характеристики
Інерційні характеристики блоку «Волга» сильно змінюються в залежності від того, яке навантаження він виводить на задану орбіту. При використанні наявних алгоритмів контролю доводилося б щоразу проводити розрахунки і моделювання, щоб підібрати коефіцієнти алгоритму контролю для конкретного навантаження. Створений новий алгоритм не вимагає ніяких уточнень коефіцієнтів у всьому можливому діапазоні інерційних характеристик БВ «Волга».
БВ «Волга» в комплексі з РН «Союз-2.1в» повинен забезпечити енергетично оптимальну схему виведення корисного навантаження на середні кругові орбіти заввишки до 1500 км, а також на сонячно-синхронні орбіти заввишки до 850 км.
Енергетичні характеристики блоку дозволяють при запуску з космодрому Плесецьк вивести корисне навантаження масою до 1700 кг на кругову орбіту висотою 1000 км (нахилення 62,8°), для орбіти висотою 1500 км (нахилення 82,4°) максимальна маса корисного навантаження складе 1400 кг. При запуску на сонячно-синхронну орбіту висотою 835 км і нахилом 98,7° корисне навантаження також складе 1400 кг.

## Льотні випробування
БВ пройшов випробування, але вчасно в політ відправлений не був через зрив випробувань носія Союз-2.1в в Пересветі. Запуск планується не раніше весни 2013 року. Розробка нового бортового синхронізуючого координатно-часового пристрою забезпечує можливість визначення параметрів руху центру мас на стартовому комплексі і на активній ділянці польоту РН.
Цикл динамічних випробувань завершений без зауважень, пройдені випробування на транспортування. Виготовлений льотний зразок, який чекає запуску з корисним навантаженням.
Ракета-носій «Союз-2-1в», в Плесецьку, яка мала індекс 14А15 і заводський номер 78031001 разом з БВ «Волга» була спішно запущена 28 грудня 2013 року.